# Paula Abdul
Paula Julie Abdul (ur. 19 czerwca 1962 w San Fernando) – amerykańska piosenkarka, tancerka, choreografka i osobowość medialna.

## Życiorys
Urodziła się 19 czerwca 1962 w Los Angeles w Kalifornii jako córka Lorraine i Harry’ego Abdulów. Jej matka była asystentką reżysera Billy’ego Wildera, a ojciec zajmował się hodowlą bydła. Od najmłodszych lat uczestniczyła w zajęciach tanecznych – brała lekcje baletu, później jazzu i tapu. Była również cheerleaderką. W wieku 15 lat otrzymała stypendium artystyczne, które wykorzystała, biorąc udział w obozie tanecznym w pobliżu Palm Springs. Zajęcia te pomogły jej wystąpić w niezależnym filmie muzycznym Junior High School, co później sama określała jako krok milowy w jej swojej karierze.
W 1978 ukończyła naukę w Van Nuys High School. Studiowała broadcasting na California State University w Northridge. Na pierwszym roku studiów wzięła udział w castingu i została wybrana z grona 700 kandydatek do cheerleaderek klubu NBA Los Angeles Lakers, a w ciągu kolejnych trzech miesięcy stała się główną choreografką grupy. Po pół roku przerwała studia, aby skupić się na dalszej karierze tanecznej.
Jako choreografka pracowała na planie teledysków do piosenek artystów, takich jak Janet Jackson („Nasty”, „What Have You Done for Me Lately” i „When I Think of You”), Michael Jackson („Liberian Girl”), Duran Duran, Whitesnake czy ZZ Top. Stworzyła układy taneczne również do filmów, m.in. do Nie kupisz miłości (1987). W 1988 tworzyła choreografię światowego tournee George'a Michaela Faith Tour.
W 1988 zadebiutowała jako piosenkarka albumem pt. Forever Your Girl, który wydała nakładem wytwórni Virgin Records, podobnie jak kolejne płyty: Shut Up and Dance (The Dance Mixes) (1990) i Spellbound (1991). Była jurorką w muzycznych programach typu talent show: American Idol i The X Factor.

## Życie prywatne
Ojciec piosenkarki – Harry Abdul, urodził się w Aleppo w Syrii, był potomkiem emigrantów z Syrii i Brazylii. Lata młodości spędził w Brazylii, aby potem przeprowadzić się do USA, gdzie spotkał Lorraine – matkę Pauli. Lorraine urodziła się w Minnedosa w Kanadzie, do której jej przodkowie, o korzeniach żydowskich, wyemigrowali z Rosji i Ukrainy. Paula Abdul jest Amerykanką, posiada także po matce obywatelstwo kanadyjskie. Paula ma siostrę Wendy, która jest od niej siedem lat starsza.

## Dyskografia

### Albumy
Albumy studyjne
| Rok                        | Album                                                                                      | Pozycje na listach przebojów | Pozycje na listach przebojów | Pozycje na listach przebojów | Pozycje na listach przebojów | Certyfikat | Sprzedaż                                                                         |
| Rok                        | Album                                                                                      | USA                          | AUS                          | CAN                          | GBR                          | Certyfikat | Sprzedaż                                                                         |
| -------------------------- | ------------------------------------------------------------------------------------------ | ---------------------------- | ---------------------------- | ---------------------------- | ---------------------------- | --- | -------------------------------------------------------------------------------- |
| 1988                       | Forever Your Girl - Data: czerwiec 1988 - Wydawca: Virgin Records - Format: LP, CD, kaseta | 1                            | 1                            | 1                            | 3                            | - USA: 7x platynowa płyta - CAN: 7x platynowa płyta - GBR: platynowa płyta - AUS: platynowa płyta - SWE: złota płyta | - USA: 7 000 000+ - CAN: 700 000+ - GBR: 300 000+ - AUS: 70 000+ - SWE: 50 000+  |
| 1991                       | Spellbound - Data: 14 maja 1991 - Wydawca: Virgin Records - Format: LP, CD, kaseta         | 1                            | 3                            | 6                            | 4                            | - USA: 3x platynowa płyta - CAN: 2x platynowa płyta - GBR: złota płyta - SWE: platynowa płyta - AUS: złota płyta     | - USA: 3 000 000+ - CAN: 200 000+ - GBR: 100 000+ - SWE: 100 000+ - AUS: 35 000+ |
| 1995                       | Head over Heels - Data: 13 czerwca 1995 - Wydawca: Virgin Records - Format: LP, CD, kaseta | 18                           | 27                           | 21                           | 61                           | - USA: złota płyta                                                                                                   | - USA: 500 000+                                                                  |
| „–” album nie był notowany |                                                                                            |                              |                              |                              |                              | |                                                                                  |

Remix albumy
| Rok  | Album                                                                                    | Certyfikat                                                       | Sprzedaż                                        |
| ---- | ---------------------------------------------------------------------------------------- | ---------------------------------------------------------------- | ----------------------------------------------- |
| 1990 | Shut Up and Dance - Data: 8 maja 1990 - Wydawca: Virgin Records - Format: LP, CD, kaseta | - USA: platynowa płyta - CAN: platynowa płyta - NZL: złota płyta | - USA: 1 000 000+ - CAN: 100 000+ - NZL: 7 500+ |

Kompilacje
- Paula Abdul: Greatest Hits (2000)
- Greatest Hits: Straight Up! (2007)

### Single
| Rok  | Tytuł                                                 | U.S. | U.S. R&B | U.S. Dance | UK | AUS | GER | IRE | Certyfikat                                                                        | Album                              |
| ---- | ----------------------------------------------------- | ---- | -------- | ---------- | -- | --- | --- | --- | --------------------------------------------------------------------------------- | ---------------------------------- |
| 1988 | „Knocked Out”                                         | 41   | 8        | 14         | 98 | –   | –   | –   |                                                                                   | Forever Your Girl                  |
| 1988 | „(It's Just) The Way That You Love Me”                | 88   | 10       | 18         | –  | –   | –   | –   |                                                                                   | Forever Your Girl                  |
| 1988 | „Straight Up”                                         | 1    | 2        | 3          | 3  | 27  | 3   | 6   | - USA: platynowa płyta - GBR: srebrna płyta - CAN: złota płyta - SWE: złota płyta | Forever Your Girl                  |
| 1989 | „Forever Your Girl”                                   | 1    | 54       | 28         | 24 | 51  | 17  | 21  | - USA: złota płyta                                                                | Forever Your Girl                  |
| 1989 | „Cold Hearted”                                        | 1    | –        | 19         | 46 | 68  | 38  | –   | - USA: złota płyta - CAN: złota płyta                                             | Forever Your Girl                  |
| 1989 | „Knocked Out” (Remix)                                 | –    | –        | –          | 45 | –   | –   | 17  |                                                                                   | Forever Your Girl                  |
| 1989 | „(It's Just) The Way That You Love Me” (Re-issue)     | 3    | –        | –          | 74 | 75  | –   | –   |                                                                                   | Forever Your Girl                  |
| 1989 | „Opposites Attract” (oraz The Wild Pair)              | 1    | 3        | 24         | 2  | 1   | 13  | 8   | - USA: złota płyta - GBR: srebrna płyta - AUS: platynowa płyta - CAN: złota płyta | Forever Your Girl                  |
| 1990 | „Straight Up” (Ultimix mix)                           | –    | –        | –          | –  | 55  | –   | –   |                                                                                   | Shut Up and Dance                  |
| 1990 | „Knocked Out” (Shep Pettibone Edit)                   | –    | –        | –          | 21 | –   | –   | –   |                                                                                   | Shut Up and Dance                  |
| 1990 | „1990 Medley Mix”                                     | –    | –        | –          | –  | 33  | –   | –   |                                                                                   | Shut Up and Dance                  |
| 1991 | „Rush Rush”                                           | 1    | 20       | –          | 6  | 2   | 12  | 11  | - USA: złota płyta - AUS: złota płyta - SWE: złota płyta                          | Spellbound                         |
| 1991 | „The Promise of a New Day”                            | 1    | –        | –          | 52 | 31  | 86  | –   |                                                                                   | Spellbound                         |
| 1991 | „Blowing Kisses in the Wind”                          | 6    | –        | –          | –  | –   | –   | –   |                                                                                   | Spellbound                         |
| 1991 | „Vibeology”                                           | 16   | –        | 17         | 19 | 63  | 46  | 29  |                                                                                   | Spellbound                         |
| 1992 | „Will You Marry Me?”                                  | 19   | –        | –          | 73 | 54  | 14  | –   |                                                                                   | Spellbound                         |
| 1995 | „My Love Is for Real” (gośc. Ofra Haza)               | 28   | 96       | 1          | 28 | 7   | 87  | –   |                                                                                   | Head Over Heels                    |
| 1995 | „Crazy Cool”                                          | 58   | –        | 13         | –  | 76  | 89  | –   |                                                                                   | Head Over Heels                    |
| 1996 | „Ain’t Never Gonna Give You Up”                       | 112  | –        | –          | –  | –   | –   | –   |                                                                                   | Head Over Heels                    |
| 2008 | „Dance Like There’s No Tomorrow” (oraz Randy Jackson) | 62   | –        | 29         | –  | –   | –   | –   |                                                                                   | Randy Jackson’s Music Club, Vol. 1 |
| 2009 | „I'm Just Here for the Music”                         |      |          |            |    |     |     |     |                                                                                   |                                    |